# Anastazija Kijevska
Anastazija Kijevska (rusko Анастасия Ярославна, Anastasija Jaroslavna, ukrajinsko Анастасія Ярославна, Anastasija Jaroslavna, madžarsko Anasztaszija Jaroszlavna) je bila po poroki s kraljem Andrejem I. ogrska kraljica, * okoli 1023, † 1074/1094. 

## Življenje
Anastazija je bila hči kijevskega velikega kneza Jaroslava Modrega in švedske princese Ingigerde ter starejša sestra francoske kraljice Ane Kijevske. Okoli leta 1038 se je poročila z ogrskim vojvodom Andrejem, ki se je po neuspelem poskusu atentata na ogrskega kralja Štefana I., v katerem je sodeloval tudi njegov oče Vazul, naselil v Kijevu. Leta 1046 se je Andrej vrnil na Ogrsko in se po zmagi nad kraljem Petrom Urseolom povzpel na ogrski prestol. Po zmagi je na Ogrsko odšla tudi Anastazija. Prav ona je verjetno prepričala svojega moža, da je v Tihanyju zgradil samostan za puščavnike, ki so prišli na Ogrsko iz Kijevske Rusije. 
Kraljevi par je šele leta 1053 dobil prvega otroka, sina Salomona. Njegovo rojstvo in poznejše kronanje je povzročilo hud spor med kraljem Andrejem I. in njegovim mlajšim bratom Bélo, naslednjim v vrsti za prestol. Ko se je knez Béla leta 1060 odkrito uprl kralju Andreju, je kralj svojo ženo in otroke poslal na dvor avstrijskega mejnega grofa Adalberta. Andrej je bil v uporu poražen in kmalu zatem umrl, njegov brat pa je bil 6. decembra 1060 okronan za kralja Béli I. . 
Anastazija je poiskala pomoč pri nemškem kralju Henriku IV., čigar sestra Judita je bila leta 1058 zaročena s Salomonom. Ko so nemške čete vstopile na Ogrsko, da bi pomagale Salomonu, je kralj Béla I. 11. septembra 1063 umrl. Njegovi sinovi Géza, Ladislav in Lampert so pobegnili na Poljsko. 
Mladi Salomon je bil okronan 27. septembra 1063. Ob sinovem kronanju je Anastazija bavarskemu vojvodi Otonu, vodji nemških čet, podarila tisto, za kar se je štelo za meč hunskega poglavarja Atile. Med letoma 1060 in 1073 je kralj Salomon upravljal svoje kraljestvo v sodelovanju s svojimi bratranci Gézo, Ladislavom in Lampertom, ki so se vrnili na Ogrsko in sprejeli njegovo oblast. Leta 1074 so se mu uprli in ga 14. marca 1074 premagali. Salomon je pobegnil na zahod Ogrske, kjer je ohranil svojo oblast, vendar le nad grofijami Moson in Pozsony. 
Anastazija mu je sledila, potem pa so se med njima začeli prepiri, zato se je preselila v opatijo Admont, kjer je živela kot nuna do svoje smrti. Pokopana je bila v opatiji. 

## Poroka in otroci
Anastazija se je z Andrejem I. poročila okoli leta 1039. Z njim je imela tri otrokeː
- Adelajdo (ok. 1040–27. januar 1062), ženo kralja Vratislava II. Češkega,
- kralja  Salomona Ogrskega (1053–1087)[1] in
- Davida (po 1053–po 1094).[1]